# Leibniz-Gymnasium (Berlin)

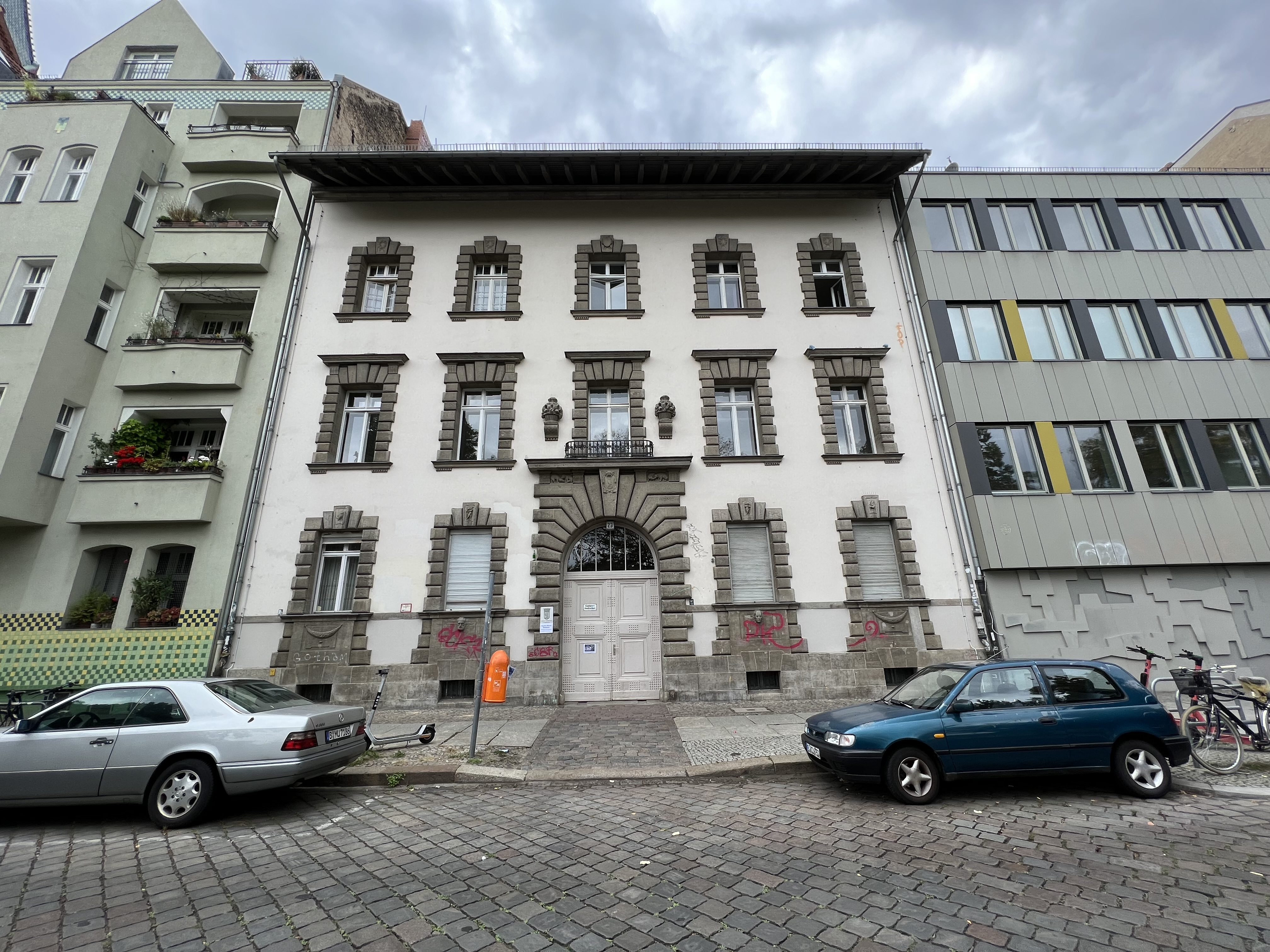
Außenansicht mit Haupteingang an der Schleiermacherstraße

Das Leibniz-Gymnasium (bis 1938 Friedrichs-Realgymnasium) ist eine Oberschule im Berliner Ortsteil Kreuzberg des Bezirks Friedrichshain-Kreuzberg. Seit 1. Februar 2013 ist das öffentliche Gymnasium eine offene Ganztagsschule.

## Profil der Schule
Schwerpunkte legt das Leibniz in den Fachbereichen Musik (Bläserklasse, Kammerorchester), Kunst und den Naturwissenschaften.
Die „AG Spurensuche“ erforscht die Geschichte der jüdischen Schüler der Schule. Eine Gedenktafel mit einem Zitat von Primo Levi und ein Schaukasten mit wechselnden Ausstellungen von Dokumenten und Texten erinnern im Treppenaufgang nahe dem West-Foyer an das Schicksal der jüdischen Ehemaligen mit dem Schwerpunkt auf der Verfolgung durch das NS-Regime.

## Geschichte
Bis die Schule 1946 den Namen des Mathematikers und Philosophen Leibniz erhielt, wurde sie fünfmal umbenannt. Gegründet wurde sie als Friedrich-Wilhelmstädtische höhere Lehranstalt an der Friedrichstraße 126. Ab 1938 war sie nach dem ehemaligen Weltkriegsgeneral und NSDAP-Mitglied Karl Litzmann benannt, der Abiturient der Schule war, und erhielt 1945 zunächst den Namen Robert-Koch-Schule, der aber schließlich an das benachbarte Robert-Koch-Gymnasium vergeben wurde.

## Auszeichnungen
Seit dem April 2017 kooperiert das Leibniz-Gymnasium mit der Leibniz-Sozietät.
- Am 13. September 2013 wurde das Leibniz-Gymnasium als MINT-freundliche Schule ausgezeichnet.[6]
- Am 17. September 2014 wurde das Leibniz-Gymnasium mit dem Qualitätssiegel für exzellente berufliche Orientierung ausgezeichnet.[7]
- Am 22. September 2016 wurde das Leibniz-Gymnasium erneut als MINT-freundlichen Schule ausgezeichnet.[8]
- Am 4. Juli 2018 wurde das Leibniz-Gymnasium der Titel „Schule ohne Rassismus – Schule mit Courage“ verliehen.[9]

## Bau und bauplastische Gestaltung

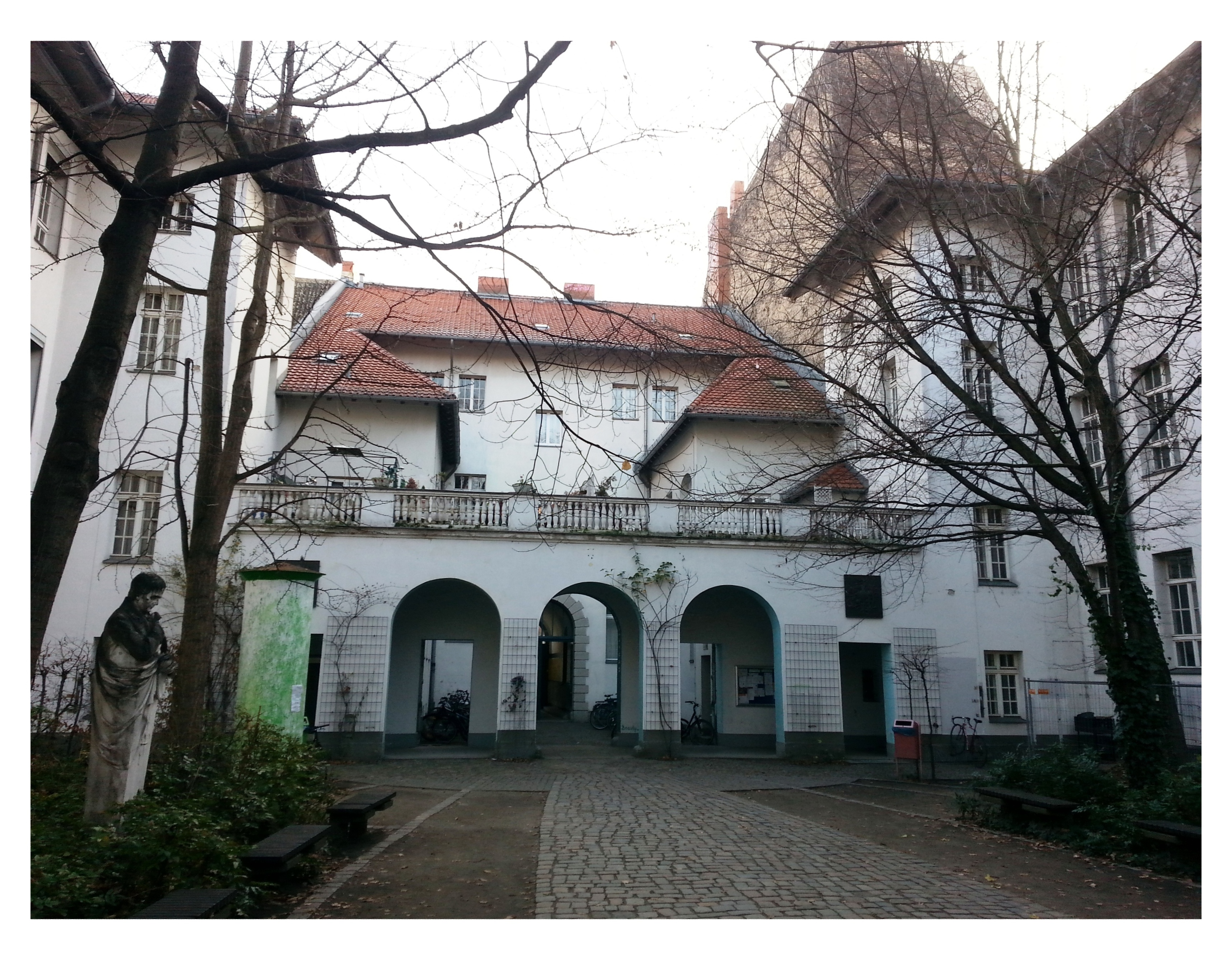
Schulhof der Leibniz-Schule

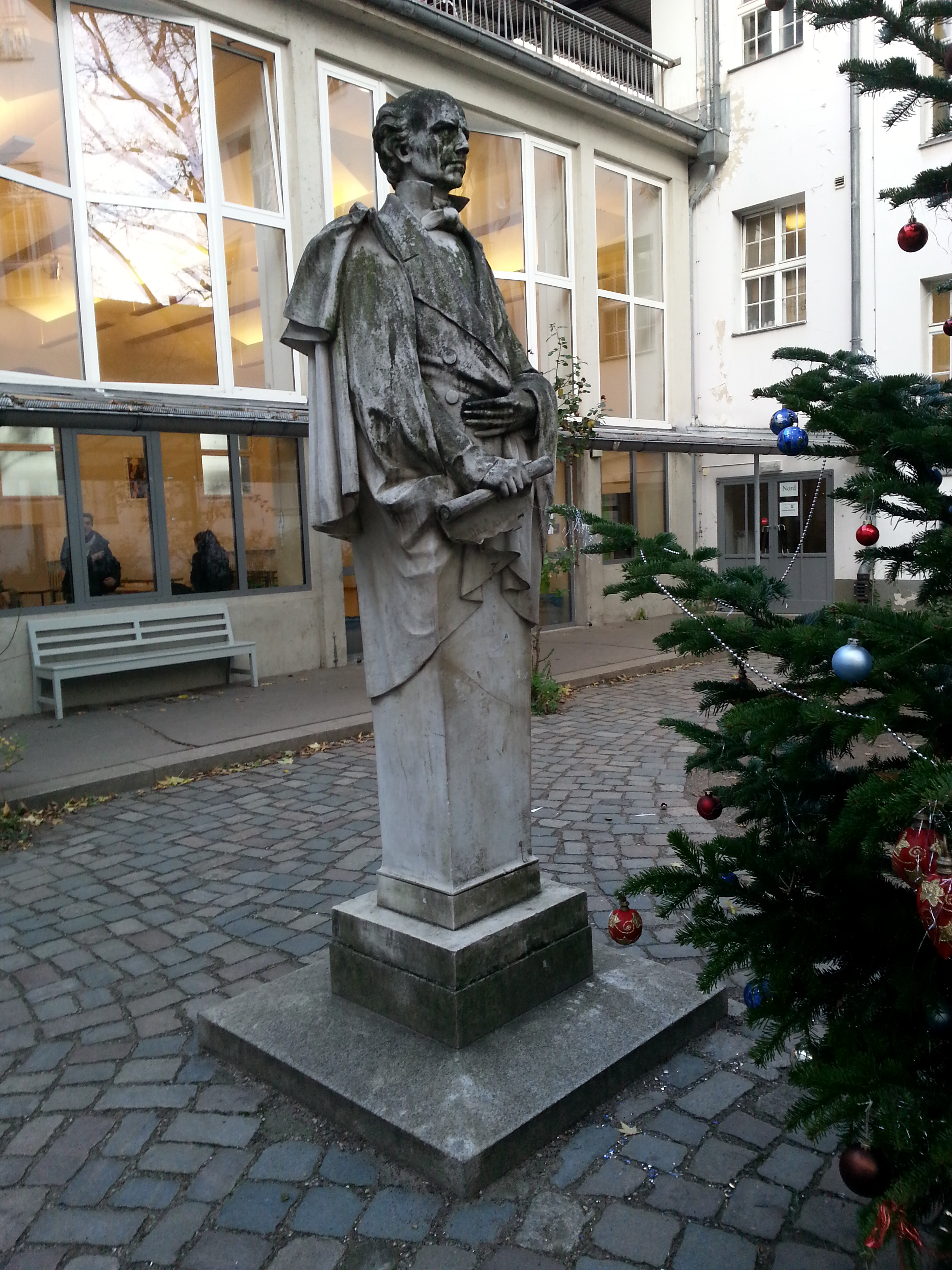
Statue von Dichter Ludwig Uhland auf dem Schulhof vor dem Westflügel in Richtung Mittenwalder Straße

Das heutige Schulgebäude des Leibniz-Gymnasiums wurde 1904–1906 für das Friedrichs-Realgymnasium nach den Plänen von Stadtbaurat Ludwig Hoffmann im für ihn typischen Stil der italienischen Hochrenaissance auf einem durchgehenden Grundstück zwischen der Schleiermacherstraße und der Mittenwalder Straße errichtet, auf dem vorher das Wohnhaus eines Maurermeisters gestanden hatte. Die Baukosten beliefen sich je nach Quelle auf rund 770.000 Mark bis 860.000 Mark. Mit dem bauplastischen Fassadenschmuck wurde der Bildhauer Josef Rauch beauftragt, dessen Entwürfe in Dorlaer Muschelkalk ausgeführt wurden.
Im Zweiten Weltkrieg wurde der Westflügel des Schulgebäudes beim Luftangriff der United States Army Air Forces am 3. Februar 1945 weitgehend zerstört; nur die Fassade blieb bestehen, sodass die Schule jahrzehntelang keine Aula hatte.
Nach dem Wiederaufbau in den Jahren 1955–1957 wurde dieser Gebäudeteil als Turnhalle genutzt, bis 2006 mit dem Neubau der Schul-Sporthalle an der Baerwaldstraße nach Plänen des Architekten Dieter Hundertmark dort ein Multifunktionssaal eingerichtet werden konnte.
Der Erweiterungsbau Schleiermacherstraße 22 wurde 1970–1972 als viergeschossiger Stahlskelettbau errichtet. Nach einer energetischen Sanierung und Modernisierung wurde er 2011 wieder in Betrieb genommen.
Zwei bedeutende Hermen zieren seit 1989 den Schulhof: Auf Initiative des damaligen Schulleiters wurden die originalen Statuen von Ludwig Uhland (geschaffen vom Berliner Bildhauer Max Kruse, dem Ehemann der Puppenmacherin Käthe Kruse), und Heinrich von Kleist (von Karl Pracht), deren Aluminium-Kopien sich heute im nahen Viktoriapark befinden, nicht ins Magazin unter dem Kreuzbergdenkmal verbracht, wodurch sie vor Beschädigungen geschützt werden sollten, sondern auf dem nicht öffentlich zugänglichen Schulhof aufgestellt. Sie sind Teil eines ehemaligen Skulpturen-Zyklus zu Dichtern aus der Zeit der napoleonischen Befreiungskriege.
Die Fassade des Altbaus an der Schleiermacherstraße wurde 1993 renoviert.
Die Schule, das Lehrerwohnhaus und das Rektorenwohnhaus stehen als Baudenkmal unter Denkmalschutz.
Im Rahmen des Programms Berlin kreidefrei wurden die konventionellen Schultafeln in den 2010er Jahren zunehmend durch interaktive Whiteboards ersetzt.

## Bekannte Schülerinnen, Schüler und Lehrkräfte
- Manfred von Ardenne (1907–1997), Naturwissenschaftler, Physiker, Erfinder auf den Gebieten der Funk- und Fernsehtechnik und der Elektronenmikroskopie, 1919–1923 am Friedrichs-Realgymnasium[15]
- Tara Nome Doyle, norwegisch-irische Singer-Songwriterin und Pianistin, Abiturjahrgang 2016
- Helene Hegemann (* 1992), Schriftstellerin, Drehbuchautorin und Regisseurin.
- Salwa Houmsi (* 1996), Podcasterin, Moderatorin und Journalistin
- Timur Husein (* 1980), Abiturjahrgang 2000, Politiker (CDU)
- Wolfgang Kieling (1924–1985), Schauspieler[4]
- Heinz Knobloch (1926–2003), Journalist, Schriftsteller, Feuilletonist[16]
- Joachim Kuhn (1913–1994), Abiturjahrgang 1931, Widerstandskämpfer des 20. Juli 1944
- Robert Kwasigroch (* 2004), Fußballspieler
- Karl Litzmann (1850–1936), General im Ersten Weltkrieg, NS-Politiker, Abgeordneter des Preußischen Landtags und des Deutschen Reichstags, Abiturjahrgang 1866, von 1938 bis 1946 Namensgeber der Schule
- Heide Pfarr (* 1944), Rechtswissenschaftlerin und SPD-Politikerin
- Eva Renzi (1944–2005), Schauspielerin[4]
- Nastassja Revvo (geb. Hahn, * 1994), Abiturjahrgang 2013, Schauspielerin und Sängerin
- Julia Rothenburg (* 1990), Abiturjahrgang 2009, Autorin[17][18]
- Albertine Sarges (* 1987), Musikerin
- Bruno Strauss (1889–1969), deutsch-amerikanischer Pädagoge, Germanist und Philosophiehistoriker, 1918–1933 Lehrer am Friedrichs Realgymnasium, 1933 aufgrund des Gesetzes zur Wiederherstellung des Berufsbeamtentums entlassen.
- Dieter Wilke (* 1935), Rechtswissenschaftler[4]

## Sonstiges
Eine namensgleiche Schule, die aber keine Vorgängereinrichtung war, befand sich bis 1935 am Mariannenplatz, in deren Gebäude heute die Nürtingen-Grundschule beheimatet ist.
Das Leibniz-Gymnasium bietet sogenannte „Ateliers“ an. In den Ateliers geht es vor allem darum, den Schülern ein selbstentdeckendes Lernen mit einem hohen Maß an Selbstorganisation und Eigenverantwortlichkeit zu ermöglichen. Die Ateliers werden derzeit nur in der 7. Jahrgangsstufe angeboten.
Seit dem Schuljahr 2021/22 nimmt die Schule am Schulversuch Hybride Formen des Lehrens und Lernens teil.
Für die Jahre 1850–1993 liegt eine Übersicht der Schulgeschichte vor.